# Steve Bracks

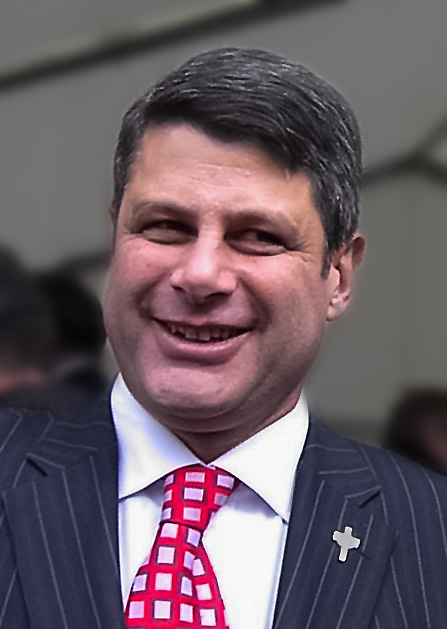
Steve Bracks (2006)

The Hon. Stephen „Steve“ Phillip Bracks, AC (* 15. Oktober 1954 in Ballarat, Victoria) ist ein australischer Politiker der Australian Labor Party, der unter anderem von 1999 bis 2007 Premierminister von Victoria war.

## Leben

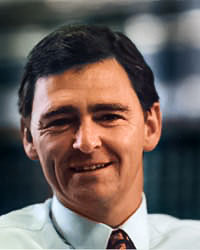
John Brumby war der Vorgänger und Nachfolger von Bracks als Vorsitzender der Labor Party in Victoria.

Stephen „Steve“ Phillip Bracks absolvierte nach dem Schulbesuch ein Lehramtsstudium an der University of Ballarat und war nach dessen Abschluss als Schullehrer tätig. Bei einer Nachwahl (By-election) am 13. August 1994 wurde er für die Australian Labor Party (ALP) im Wahlkreis „Williamstown“ erstmals Mitglied der Victorian Legislative Assembly, des Unterhauses des Parlaments, und gehörte dieser bis zu seinem Rücktritt am 6. August 2007 an. Zu Beginn seiner Parlamentszugehörigkeit wurde er am 4. Dezember 1994 in das Schattenkabinett seiner Partei berufen und war zunächst bis zum 4. März 1996 „Schattenminister für Beschäftigung und Arbeitsbeziehungen“ sowie „Schattenminister für Tourismus“ und ferner zwischen dem 20. Dezember 1994 und dem 4. April 1996 auch noch „Beigeordneter Schattenminister für das Schatzamt“. Im Anschluss fungierte er zwischen dem 4. April 1996 und dem 30. März 1999 als „Schattenminister für Arbeitsbeziehungen“ sowie vom 4. April 1996 bis zum 13. Januar 1997 als „Schattenminister für das Schatzamt und Finanzen“ und daraufhin zwischen dem 13. Januar 1997 und dem 30. März 1999 als „Schatten-Schatzminister“ beziehungsweise zwischen dem 30. März und dem 20. Oktober 1999 als „Schattenminister für das Schatzamt“ sowie zeitgleich als „Schattenminister für multikulturelle Angelegenheiten“. Am 22. März 1999 wurde er als Nachfolger von John Brumby Leader of the Labor Party in Victoria und damit Parteivorsitzender und bekleidete diese Funktion bis zum 30. Juli 2007, woraufhin abermals John Brumby ihn ablöste. Er fungierte zugleich zwischen dem 22. März und dem 20. Oktober 1999 als Leader of the Opposition Oppositionsführer in der Legislativversammlung.

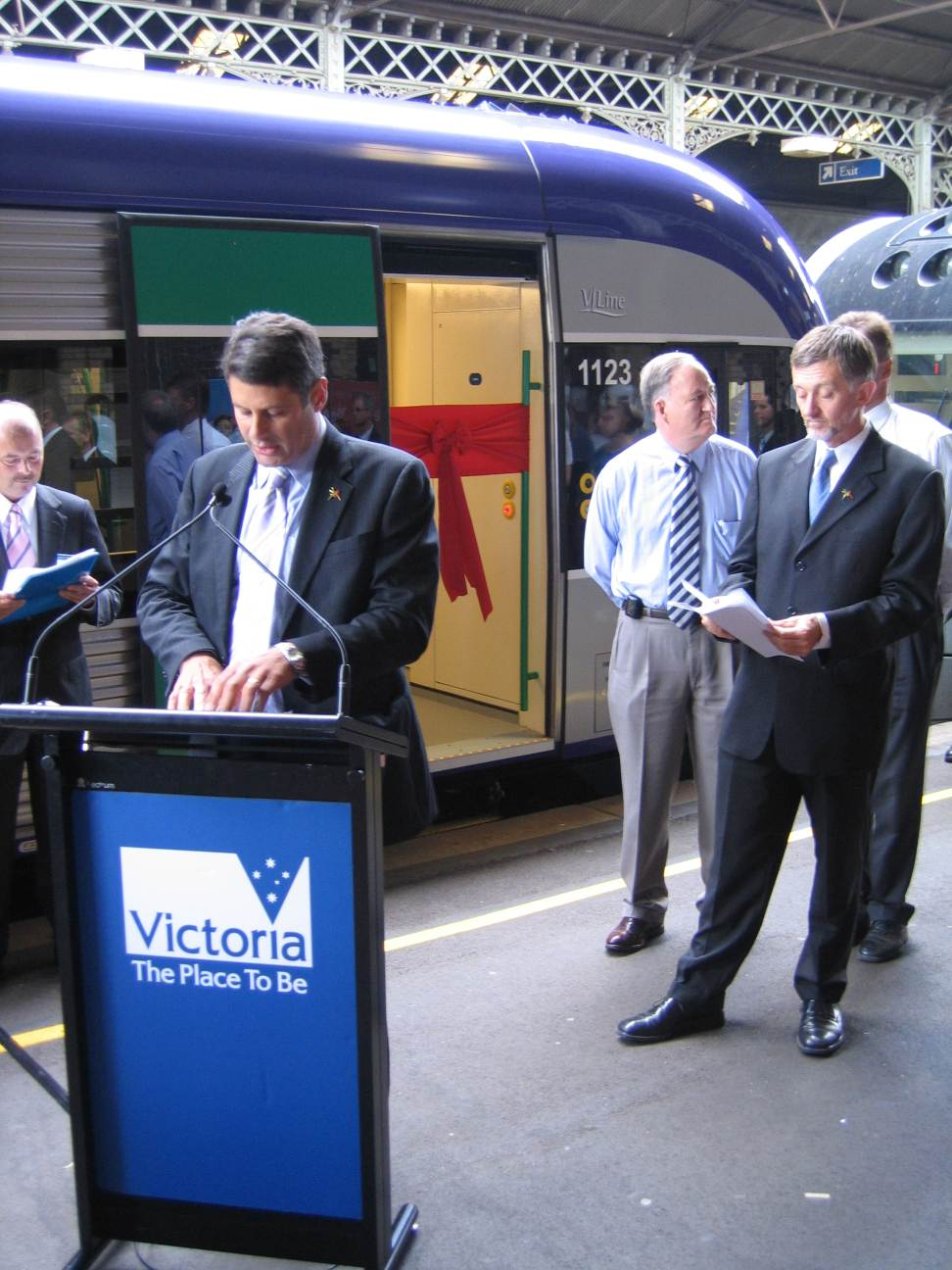
Premier Bracks bei der Inbetriebnahme des Regional Fast Rail Project in Geelong im Februar 2006.

Am 20. Oktober 1999 wurde Bracks als Nachfolger von Jeff Kennett von der Liberal Party of Australia Premier von Victoria und bekleidete dieses Amt bis zum 30. Juli 2007, woraufhin auch hier John Brumby ihn ablöste. In seiner Regierung übernahm er zwischen dem 20. Oktober 1999 und dem 30. Juli 2007 außerdem das Amt als Minister für multikulturelle Angelegenheiten und vom 20. Oktober 1999 bis zum 22. Mai 2000 als Schatzminister (Treasurer). Zuletzt fungierte er zwischen dem 1. Dezember 2006 bis zum 30. Juli 2007 auch noch als Minister für Veteranenangelegenheiten. Für seine Verdienste wurde ihm am 1. Januar 2001 anlässlich des 100-jährigen Bestehens des Australischen Bundes die Centenary Medal verliehen. Bei den Wahlen am 20. November 2011 erhielt die Labor Party von Premier Bracks 47,9 Prozent der Stimmen (62 von 88 Sitzen), die Liberal Party 33,9 Prozent (17 Mandate), die Grünen 9,7 Prozent (0 Sitze) und die National Party 4,3 Prozent (7 Mandate), während Unabhängige 2 Sitze gewannen. Am 25. November 2006 fanden in Victoria Parlamentswahlen statt. In der Legislativversammlung, dem Unterhaus erhielt die Labor Party 43,1 Prozent der Stimmen (55 von 88 Sitzen), die Liberal Party 34,4 Prozent (23 Mandate), die Grünen 10 Prozent  (0 Sitze), die National Party 5,2 Prozent  (9 Mandate) und Family First 4,3 Prozent (0). Im Legislativrate, dem Oberhaus des Parlament, erhielt die Labor Party 41,5 Prozent der Stimmen (19 von 40 Sitzen), die Liberal Party 34,6 Prozent (15 Mandate), die Grünen 10,6 Prozent (3 Sitze), die National Party 4,4 Prozent (2 Mandate), Family First 3,9 Prozent (0 Sitze) und die Democratic Labor Party 2 Prozent (1 Mandat). Die Wahlbeteiligung beträgt 92,7 Prozent. Nach seinem Ausscheiden aus Regierung und Parlament war er zwischen 2007 und 2015 Leitender Berater von Xanana Gusmão, des Premierministers von Osttimor. Des Weiteren war er von 2007 bis 2012 zudem Leitender Berater der Wirtschaftsprüfungs-, Steuerberatungs-, Rechtsberatungs- und Unternehmens- bzw. Managementberatungsgesellschaft KPMG. Im Rahmen der Birthday Honours wurde er am 14. Juni 2010 „für herausragende Verdienste um das Parlament und die Gemeinschaft von Victoria durch die Reform des Verfassungs- und Wahlsystems, die Einführung von Initiativen für Bildung und Ausbildung, eine führende Rolle bei der Förderung des Multikulturalismus und durch wirtschaftliche Entwicklung“ zum Companion des Order of Australia (AC) ernannt. 2013 war er kurzzeitig australischer Generalkonsul in New York City und wurde 2021 Kanzler der Victoria University (VU) in Melbourne.
Aus seiner Ehe mit Terry Horsfall gingen drei Kinder hervor, darunter der Podcaster, Schauspieler und Model Nick Bracks (* 1987).